# Paul Wertico
Paul Wertico (ur. 5 stycznia 1953 w Chicago) – amerykański perkusista jazzowy. Znany przede wszystkim z występów w Pat Metheny Group w latach 1983-2001.
Znany również ze współpracy z wieloma muzykami jazzowymi.
W roku 1994 Paul Wertico wystąpił na debiutanckiej płycie Apostolisa Anthimosa Days We Can't Forget. 
W latach 2000–2007 Wertico związał się z polską grupą SBB.

## Wideografia
- Paul Wertico Drum Philosophy, DVD, 2009, Alfred Publishing, ISBN 978-0-7390-5767-4